# Sobasina hutuna
Sobasina hutuna là một loài nhện trong họ Salticidae.
Loài này thuộc chi Sobasina. Sobasina hutuna được Fred R. Wanless miêu tả năm 1978.